# بی‌بی‌سی اسپورت
بی‌بی‌سی اسپورت (به انگلیسی: BBC Sport) یکی از بخش‌های شبکه بی‌بی‌سی است که از سال ۲۰۰۰ کار خود را آغاز کرد. این شبکه برنامه‌های ورزشی چون مسابقات فرمول یک و تنیس ویمبلدون و فوتبال را پخش می‌کند.